# Protomyces kriegerianus
Protomyces kriegerianus är en svampart som tillhör divisionen sporsäcksvampar, och som beskrevs av G.von Büren. Protomyces kriegerianus ingår i släktet Protomyces, och familjen Protomycetaceae. Arten är reproducerande i Sverige.